# David Walker (giocatore di football americano)
David Walker (Stuttgart, 3 giugno 2000) è un giocatore di football americano statunitense che milita nel ruolo di linebacker per i Tampa Bay Buccaneers della National Football League (NFL).

## Carriera universitaria
Walker frequentò la Southern Arkansas University nel 2020 e 2021 prima di trasferirsi alla Central Arkansas University, dove giocò dal 2022 al 2024. He played at Central Arkansas from 2022 to 2024. Nel 2024 vinse il Buck Buchanan Award e fu premiato come FCS All-American dopo avere fatto registrare 68 tackle e 10,5 sack. Complessivamente, nei tre anni a Central Arkansas, mise a segno 191 tackle e 31 sack.

## Carriera professionistica

### Tampa Bay Buccaneers
Walker fu scelto nel corso del quarto giro (121º assoluto) del Draft NFL 2025 dai Tampa Bay Buccaneers.  Dopo essersi rotto il legamento crociato anteriore durante il training camp, fu inserito in lista infortunati il 28 luglio 2025.